# Terence Davies
Terence Davies, född 10 november 1945 i Liverpool, död 7 oktober 2023 i Mistley, Essex, var en brittisk filmregissör och manusförfattare. Hans mest kända filmer är Distant Voices, Still Lifes 1988,  The Neon Bible (svensk titel Neonbibeln) 1994 The House of Mirth (svensk titel Glädjens hus) 2000 och The Deep Blue See 2011.

## Biografi
Davies växte upp i en stor katolsk arbetarfamilj i Liverpool. I de sena tonåren började han arbeta som kontorist på ett rederi och en revisionsbyrå.  1971 ansökte han till och blev antagen vid Coventry School of Drama och studerade därefter vidare vid National Film School.
Åren runt 1980 gjorde han den så kallade Trence Davies-trilogin, tre kortfilmer om en katolsk arbetarpojkes liv och död. Dessa filmer gav honom renommé som en av Englands mest originella filmskapare. Hans stora genombrott kom 1988 med långfilmen Distant Voices, Still Lives (1988), Här återskapar han sin ungdoms arbetardistrikt i Liverpool under 1940- och 50-talen. Filmen har en mycket personlig och poetisk ton där den samtida populärmusiken spelar en stor roll. År 1994 regisserade han en film i USA - The Neon bible. Filmen bygger på en bok av John Kennedy Toole som utspelar sig i den amerikanska södern strax efter andra världskriget. Det vill säga samma tidsperiod som filmen  Distant Voices, Still Lives. Båda filmerna bär på en blandning av smärta och nostalgi. I nästa stora projekt, filmatisering av Edith Whartons roman The House of Mirth, lämnar Davis efterkrigstiden och ungdomsåren. The House of Mirth utspelar sig i den amerikanska societeten runt sekelskiftet 1900 där en kvinna (spelad av Gillian Anderson) blir utfryst av alla vänner och bekanta. En film om girighet och hyckleri. I den poetisk dokumentären Of Time and the city (2008) återvänder han till Liverpool. Det är en  filmisk essä där arkivmaterial över stadens förändring blandas med självbiografiska återblickar. Ytterligare en film på litterär förlaga är The deep blue see från 2011. Den är baserad på en pjäs av engelsmannen Terence Rattigan om en kärlekshistoria i efterkrigstidens London, i filmen framförd i en dröjande och vemodig ton.

## Filmografi i urval
- 1983 – The Terence Davies Trilogy
- 1988 – Fjärran röster, stilla liv
- 1995 – The Neon Bible
- 2000 – The House of Mirth (Glädjens hus)
- 2008 – Of Time and the City
- 2011 – The Deep Blue See
- 2013 – Sunset Song - under produktion